# Pseudomatemática
Pseudomatemática é o termo utilizado para designar um conjunto de práticas e abordagens que, embora recorram a vocabulário, notação e até mesmo de argumentos que parecem matemáticos, não seguem os rigorosos métodos e a estrutura lógica exigida pela matemática formal. Em geral, os trabalhos classificados como pseudomatemáticos apresentam “provas” ou demonstrações que ignoram as regras de rigor e a verificação lógica, recorrendo a manipulações ambíguas ou a erros de raciocínio, e muitas vezes estão associados a ideias que já foram formalmente refutadas ou consideradas impossíveis pela comunidade matemática.